# Stella solitaria (film 1996)
Stella solitaria (Lone Star) è un film del 1996 scritto e diretto da John Sayles.
È stato presentato nella Quinzaine des Réalisateurs al 49º Festival di Cannes.

## Trama
In un poligono abbandonato nel deserto a sud del Texas vengono trovati un anello massonico, un distintivo da sceriffo e un teschio umano. Sam, lo sceriffo della vicina città, comincia ad indagare e, in un ristorante messicano, si confronta con il sindaco Hollis, il quale non può fare a meno di raccontare una storia alla quale ha assistito tanti anni prima: la storia di un precedente sceriffo, il corrotto e irrascibile Charlie Wade, e del giorno in cui fu allontanato per merito del giovane Buddy, padre di Sam, destinato a sostituirlo come sceriffo e a diventare così amato da tutti, al punto che è imminente l'inaugurazione di una targa a lui dedicata di fronte al palazzo di giustizia. Ma la scoperta del cadavere getta un'ombra sulla cerimonia. Sam incontra Pilar, figlia di Mercedes, la proprietaria del ristorante messicano, e tra i due si riaccende un'antica passione. Ma in città la convivenza tra bianchi, messicani e neri è difficile e provoca forti attriti. Dopo molte difficoltà, Sam riesce ad accusare Hollis di essere stato testimone dell'omicidio di Charlie Wade per mano di suo padre Buddy. I fatti vengono alla luce, e Sam deve ora scegliere tra la verità e la leggenda. Rivela inoltre a Pilar che tra Buddy e Mercedes c'è stata una relazione e che loro due sono fratello e sorella. Per entrambi la felicità è ora tutta da ricostruire.

## Riconoscimenti
- Independent Spirit Awards 1997
  - Miglior attrice non protagonista (Elizabeth Peña)